# Petra Pollak
Petra Pollak (geboren 1. Juli 1961 in Thüringen) ist eine deutsche Juristin, Rechtsanwältin und Fachanwältin für Familienrecht sowie Fachanwältin für Bau- und Architektenrecht. Von 2005 bis 2022 sie zudem Richterin am Thüringer Verfassungsgerichtshof.

## Ausbildung
Von August 1980 bis Juni 1984 studierte Petra Pollak Rechtswissenschaften an der Universität Leipzig. 1984 legte sie in Leipzig ihr Examen als Diplom-Juristin ab.
Im März 1996 qualifizierte sie sich zur Fachanwältin für Familienrecht und im September 2004 zur Fachanwältin für Bau- und Architektenrecht.

## Beruflicher Werdegang
Von Juli 1984 bis Juni 1990 war Petra Pollak Betriebsjustiziarin im Großbetrieb Westthüringer Kammgarnspinnerei.
Seit 1990 ist sie als Rechtsanwältin tätig. Im Juli 1990 gründete sie eine Rechtsanwaltskanzlei in Mühlhausen. Ab Juli 1992 war sie dort in der Kanzlei Pollak & Partner tätig, ab Januar 1997 in der Kanzlei Pollak Morasch & Kollegen. Seit April 2019 betreibt sie zusammen mit zwei Kollegen die Anwaltskanzlei Pollak Morasch Brübach – Rechtsanwälte in Bürogemeinschaft in Mühlhausen.
Von 2005 bis 2015 war sie Mitglied des Thüringer Verfassungsgerichtshofs, seit 2015 war sie dort Stellvertreterin. Ihre Amtszeit lief bis 2022.

## Auszeichnungen und Ehrungen
2019 wurde Petra Pollak durch den Deutschen Anwaltverein mit dem Ehrenzeichen der Deutschen Anwaltschaft ausgezeichnet. Dieses wird an Preisträger verliehen, die sich in besonderem Maß um den Berufsstand verdient gemacht haben.  Pollak habe sich vor allem während ihrer Zeit als Vorsitzende des Mühlhausener Anwaltvereins in Thüringen verdient gemacht, so der DAV. Gemeinsam mit Staatsanwalt- und Richterschaft habe sie die massiven Proteste gegen die angedachte Schließung des Landgerichts Mühlhausen organisiert. Außerdem habe sie sich für die Erhaltung von Klassenzügen an der Berufsschule für Rechtsanwalts- und Notarfachangestellte eingesetzt und den Kontakt zu den Berufsschulen gehalten.

## Ämter und Mitgliedschaften
Die Juristin ist Mitglied im Deutschen Anwaltverein und dort in den Arbeitsgemeinschaften Baurecht im DAV sowie Familienrecht im DAV.
Petra Pollak gehört der Partei Die Linke an. Sie ist seit 2014 Kreistagsmitglied und als Vertreter der Kreistages Mitglied in der Thüringer Landkreisversammlung und dort im Präsidium tätig. Von 2014 bis 2019 war sie Vorsitzende des Haushalts- und Finanzausschusses des Kreistages Unstrut-Hainich-Kreises. Seit Juni 2022 ist Petra Pollak für Thüringen in den Verwaltungsrat des MDR gewählt.

## Engagement
Die Juristin war 2017 Mitgründerin eines Aktionsbündnisses, das sich für den Erhalt Mühlhausens als Kreisstadt einsetzt.

## Privatleben
Petra Pollak lebt in Oppershausen. Sie ist verheiratet und hat zwei erwachsene Söhne.